# Krvožilni sustav
Krvožilni sustav (ili kardiovaskularni sustav) je sustav organa koji prenosi tvari iz i u stanice; također pomaže pri uravnotežnji tjelesne temperature i pH vrijednosti (dio homeostaze). Dok najprimitivnija koljena životinja nemaju krvožilni sustav, neki beskralježnjaci imaju otvoreni krvotok. Svi kralježnjaci imaju zatvoreni krvotok.

## Otvoreni krvotok
Otvoreni krvotok je unutarnji prijenos tvari kod mekušaca i člankonožaca pri kojemu su organi uronjeni u tekućinu u šupljini te krv i intersticijalna tekućina nisu odvojene već se miješaju u jednu tekućinu zvanu hemolimfa. Kretanje mišića prilikom gibanja životinje može olakšati kretanje hemolimfe ali skretanje toka iz jednog područja u drugo ograničeno je. Opuštanjem srca, krv biva povučena natrag prema srcu kroz pore.
Hemolimfa popunjava cijeli prostor unutar šupljine tijela i okružuje sve stanice. Sastoji se od vode, anorganskih soli (najčešće Na+, Cl-, K+, Mg2+ i Ca2+) i organskih spojeva (uglavnom ugljikohidrata, proteina i lipida). Glavni pigment za prijenos kisika je hemocijanin.
Postoje i hemocite, stanice koje slobodno plivaju u hemolimfi a igraju važnu ulogu u imunološkom sustavu.

## Zatvoreni krvotok
Glavni dijelovi krvožilnog sustava su srce, krv i krvne žile.
Svi kralježnjaci, kao i kolutićavci (npr. gliste) i glavonošci (npr. lignja i hobotnica) imaju zatvoreni krvotok. To znači da njihova krv nikada ne izlazi iz sustava krvnih žila koji se sastoji od arterija, vena i kapilara. 
Arterije donose krv bogatu kisikom u tkiva (osim plućnih arterija koje nose deoksidiranu krv koja se vratila iz tijela u pluća) dok vene nose deoksidiranu krv natrag u srce (osim plućnih i ulaznih vena). Krv se iz arterija u vene prenosi kapilarama, to su najtanje i najbrojnije krvne žile koje pomažu pridruživanju tkiva arteriolama za prijenos hranjivih tvari u stanice. 
Krvni sustavi riba, vodozemaca, gmazova i ptica pokazuju različite stadije evolucije krvožilnog sustava.
Kod riba, sustav ima samo jedan krug te se krv pumpa kroz kapilare škrga i nadalje u kapilare tjelesnog tkiva. Takav sustav poznat je kao jednokružni krvotok. Zato je riblje srce samo jedna pumpa (a sastoji se od 1 klijetke i 1 pretklijetke), te kroz njega teče venska krv pa se stoga govori da ribe imaju vensko srce. Kod vodozemaca i većine gmazova pojavljuje se dvokružni krvotok, ali srce nije potpuno odvojeno na dvije pumpe. Srce vodozemaca ima tri dijela: dvije pretklijetke te jednu klijetku.
Ptice i sisavci imaju obilježja potpune separacije srca u dvije pumpe, dakle četiri dijela: dvije pretklijetke i dvije klijetke. Smatra se da je srce ptica unatoč tome što po građi isto kao i ono u sisavaca, evoluiralo odvojeno od srca sisavaca.

### Krvotok sisavaca
Venska krv (osiromašena kisikom) koja se vraća iz tijela kreće se u desnu pretklijetku srca a iz nje preko trolisnog (trikuspidalnog) zaliska u desnu klijetku koja se steže i kroz polumjesečasti plućni zalistak tjera krv u plućne arterije koje dalje vode krv u pluća. Krv se kreće kroz dvije plućne arterije (jednu za svako plućno krilo), u plućima se difuzijom izmjenjuju kisik i ugljikov dioksid; krv obogaćena kisikom vraća se kroz 3-5 plućnih vena u lijevu stranu srca. Opisani tok naziva se malim optokom krvi.
Krv obogaćenu kisikom iz pluća plućne vene dovode u lijevu pretklijetku, kroz mitralni zalistak u lijevu klijetku (najjaču od četiri). Stežući se, lijeva klijetka kroz aortin zalistak pumpa krv u aortu (masivnu arteriju debele stijenke) te započinje veliki optok krvi. Aorta se grana u glavne arterije prije nego prođe kroz dijafragmu, zatim u arteriole te konačno arterijske kapilare koje dopiru do različitih međustaničnih prostora. U stanicama krv otpušta kisik i nutrijente te prima otpadne tvari i CO2 - ponovo procesom difuzije. Kisikom osiromažena venska krv skuplja se u venskom sustavu koji se spaja u dvije glavne vene: gornju šuplju venu (grubo govoreći iz područja iznad srca) i donju šuplju venu (grubo govoreći iz područja ispod srca). Te se dvije 'glavne' vene prazne u desnoj pretklijetci srca (te se ciklus ponavlja).
Srčane arterije opskrbljuju srce dok srčana vena skuplja krv iz srca šaljući ju u desnu pretklijetku. Venska krv ima kisika, ali u puno manjem postotku od arterijske. Lijeva klijetka je deblja i mišićavija od desne klijetke jer pumpa krv pod većim tlakom tj. pumpa krv kroz cijelo tijelo dok desna pumpa svoju količinu krvi samo u pluća.
Otpuštanje kisika kod crvenih krvnih stanica je kontrolirano kod sisavaca. Povećava se povećanjem količine ugljikovog dioksida u tkivima, povećanjem temperature ili smanjenjem pH vrijednosti.

## Bez krvotoka
Krvožilni sustavi nisu prisutni kod nekih životinja, uključujući plošnjake (koljeno Platyhelminthes). Njihova tjelesna šupljina nema prevučenu ili ogračenu tekućinu. Umjesno toga mišićno ždrijelo vodi do prostrano razgranatog probavnog sustava koji olakšava direktnu difuziju nutrijenata u sve stanice. Plosnato oblikovano tijelo plošnjaka također ograničava udaljenost bilo koje stanice od probavnog sustava ili vanjskog dijela organizma. Kisik može difuzirati u stanice, a ugljikov dioksid može difuzirati van. Prema tome svaka stanica je sposobna dobivati nutrijente, vodu i kisik bez potrebe za transportnim sustavom.